# Карл Гайнріх фон Гайнекен
Карл Гайнріх фон Гайнекен (24 грудня 1707 — 1791) — німецький історик мистецтва, який певний час відповідав за королівську колекцію короля Польщі Августа III.

## Біографія
Він був сином Катаріни Елізабет Гайнекен, художниці та алхімістки, та Пауля Гайнекена, художника та архітектора з Любека, Німеччина. Його молодший брат Крістіан Гайнріх Гайнекен (1721-1725) був вундеркіндом, відомим як «вчене дитя з Любека». 
Починаючи з 1724 року, Гайнекен вивчав літературу та право в Лейпцизькому університеті та університеті Галле. Десь у 1730 році він став приватним вчителем, спочатку в сім’ї Йоганна Ульріха Кьоніґа, дрезденського придворного поета, а потім у графа Александра фон Сулковського. У 1739 році він став особистим секретарем і бібліотекарем графа Гайнріха фон Брюля, відомого державного діяча та колекціонера мистецтва. 
У 1746 році польський король Август III призначив його директором королівської колекції гравюр і малюнків. Отримавши завдання поповнити колекцію, він розвинув широку мережу, яка охопила художників, науковців і колекціонерів. Гайнекен особливо цікавився ксилографіями та гравюрами періоду до Альбрехта Дюрера і купив багато зразків для колекції. Серед його придбань були картини Корреджо і Рафаеля.  У 1749 році він отримав лицарське звання імперського лицаря. 
У 1756 році, на початку Семирічної війни, прусси заарештували Гайнекена і ув'язнили його в ратуші Дрездена. Після війни його звинуватили у фінансових зловживаннях, в основному через його тісний зв’язок з Брюлем. Його знову ув'язнили, звинувативши в розкраданні та позбавили посади. Хоча зрештою його виправдали, він був змушений залишити Дрезден. 
Гайнекен провів решту свого життя, пишучи книги про мистецтво німецькою та французькою мовами. Він став відомим як знавець походження гравюри та інших форм друку. Деякі з його пізніших книг були надруковані лейпцизьким видавцем Йоганном Ґотльобом Іммануелем Брайткопфом. 
Деякий час Гайнекен володів замком Альтдьоберн, будівлею в стилі бароко в Бранденбурзі, Німеччина. 